# Wyładowanie snopiaste

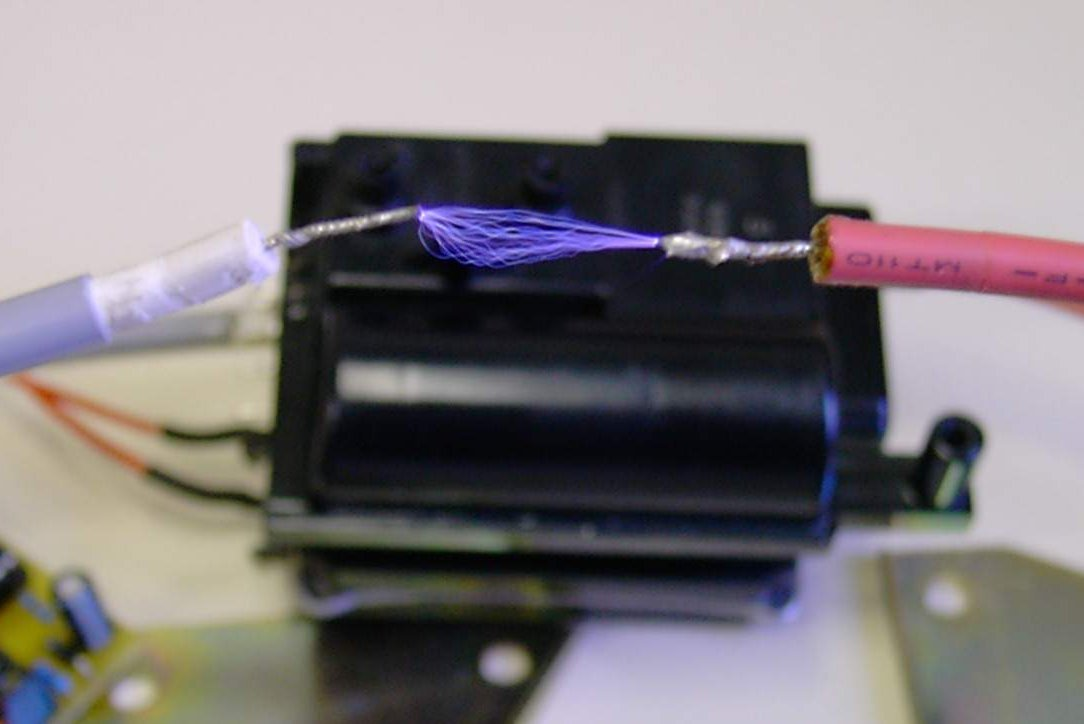
Wyładowanie snopiaste

Wyładowanie snopiaste – rodzaj wyładowania elektrycznego zachodzącego w powietrzu, powstające wskutek jonizacji udarowej w pobliżu ostrza elektrody. Wyładowanie to przyjmuje postać pęczka świetlistych smug sprawiających wrażenie swobodnie spływających z ostrza. Zjawisko to jest pośrednim efektem między wyładowaniem koronowym a iskrą elektryczną.
Smugi nie przebiegają w tym wypadku po całej powierzchni pomiędzy elektrodami, lecz urywają się w powietrzu. Wokół elektrody powietrze staje się wysoce zjonizowane, gdyż panuje w jej pobliżu duże zagęszczenie natężenia pola elektromagnetycznego. Powstanie tego rodzaju wyładowań uzależnione jest m.in. od napięcia, biegunowości zacisku oraz kształtu i długości ostrza. Z wyładowaniami snopiastymi mamy do czynienia niemal przy wszystkich rodzajach wyładowań z izolatorów. Elektrony zagęszczone na ostrzu katody wzajemnie wypychają się na zewnątrz, kiedy natomiast ostrze jest anodą wtenczas katoda kształtuje się w przestrzeni gazowej - pojawiają się wtenczas delikatne ścieżki - snopki elektronów - wędrujących do metalowej elektrody.